# Chijini
Chijini es un barrio ubicado al oeste de la ciudad de La Paz, Bolivia. El barrio posee una gran dinámica económica, de comercio de objetos de diferente índoles siendo el comercio callejero una de sus características.

## Características

### Urbanas
Una de sus vías más importantes es la Avenida 9 de abril que conecta el barrio con la zona de Faro Murillo, en El Alto.

### Geográficas
Por la zona atraviesa el río Cañarcalle o Apumalla, actualmente embovedado.

### Culturales
La zona es uno de los centros comerciales populares más importantes de la ciudad, carácter que fue adquiriendo tras la Revolución de 1952 en Bolivia. Es también el lugar de nacimiento de la Fiesta del Señor del Gran Poder y el barrio de nacimiento y formación de numerosos músicos locales como el charanguista Ernesto Cavour.
El carácter comercial del sector está ligado a la evolución de la fiesta de Gran Poder, los gremios de inmigrantes convertidos en comerciantes muy prósperos en la zona son quienes conforman las fraternidades de la festividad.
La zona fue escenario de importantes reivindicaciones identarias como la participación de conocidas personas travestis y transexuales locales en la entrada folclórica del barrio, entre ellas, Barbarella, La Pocha, Rommy Astro y La Verónica quienes dieron visibilidad al movimiento trans en la vida popular urbana desde la década de los setenta.